# Dreżewo
Dreżewo is een plaats in het Poolse district  Gryficki, woiwodschap West-Pommeren. De plaats maakt deel uit van de gemeente Karnice en telt 150 inwoners.